# David Rudisha
David Lekuta Rudisha (Kilgoris, 17 de diciembre de 1988) es un atleta keniano, especialista en los 800 metros planos. Ha ostentado los títulos de campeón olímpico y mundial en la especialidad, y además posee el récord mundial con una marca de 1:40,91, establecida en los Juegos Olímpicos de Londres 2012, el 9 de agosto. En la temporada de 2010 fue elegido como «Atleta del año» por parte de la IAAF.

## Trayectoria
David Rudisha es hijo de Daniel Rudisha, medallista olímpico de México 1968 en la prueba de relevos 4 x 400 m; mientras que su madre Tamisha, es una reconocida cantante de música folk.  Es el sexto de siete hermanos y pertenece al pueblo masái. Comenzó su carrera el año 2004 en competencias locales en la prueba de decatlón, y en 2005 empezó a entrenarse con el exitoso entrenador y misionero irlandés Com O'Connel, quien le recomendó probar suerte en los 800 m lisos. En esta prueba logró la medalla de oro en el Campeonato Mundial Júnior de Atletismo de 2006, y desde entonces ha sido conocido como «El orgullo de África», el mismo lema de la aerolínea Kenya Airways.
En 2007 conquistó otra presea dorada en el Campeonato Africano Júnior (1:46,41) y también su primera victoria en una competencia de la IAAF Golden League. La siguiente temporada alcanzó el primer lugar durante el Campeonato Africano de Atletismo de 2008. Sin embargo,  sufrió una lesión que le impidió participar en las pruebas clasificatorias para los Juegos Olímpicos de Pekín. El 2009 participó en el campeonato mundial de Berlín, en el que alcanzó las semifinales.

### Plusmarca mundial
El 2010 Rudisha se adjudicó otra medalla de oro en el Campeonato Africano de Nairobi, con nueva marca de la competición (1:42,84). Además, logró la hazaña de superar el récord mundial en dos ocasiones: la primera fue el día 22 de agosto durante la Internationales Stadionfest de Alemania (1:41,09), y justo una semana después en la reunión de Rieti, Italia (1:41,01), ambas parte del IAAF World Challenge. También fue uno de los triunfadores de la Liga de Diamante y de la copa continental de Split. Todos estos logros le valieron ser elegido como «Atleta del año» junto a Blanka Vlašić.

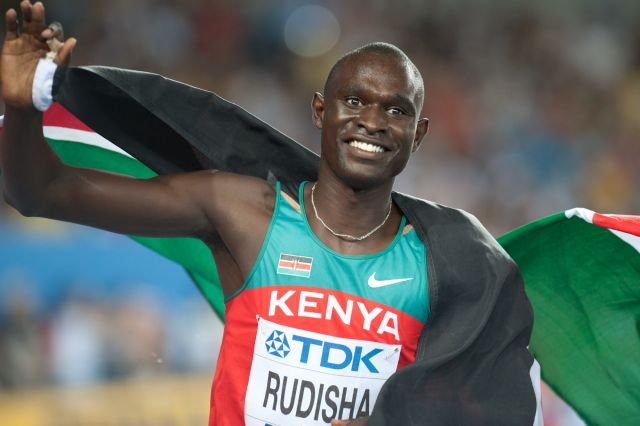
Rudisha en el campeonato mundial de Daegu 2011.

### El campeonato mundial de Daegu
En la temporada del 2011, logró la mejor marca del año en Mónaco en el mes de julio (1:42,61), durante la décima fecha de la Liga de Diamante, competencia de la cual repitió como uno de los vencedores; y en el campeonato mundial de Daegu, conquistó su primer título absoluto con una marca de 1:43,91. Posteriormente, en Rieti, mejoró su propia marca del año con un registro de 1:41,33.
Sin embargo, su racha de triunfos fue interrumpida el 18 de septiembre en Milán, cuando el etíope Mohamed Aman se impuso en la prueba en una noche lluviosa.

### Los Juegos Olímpicos de Londres y nueva plusmarca mundial

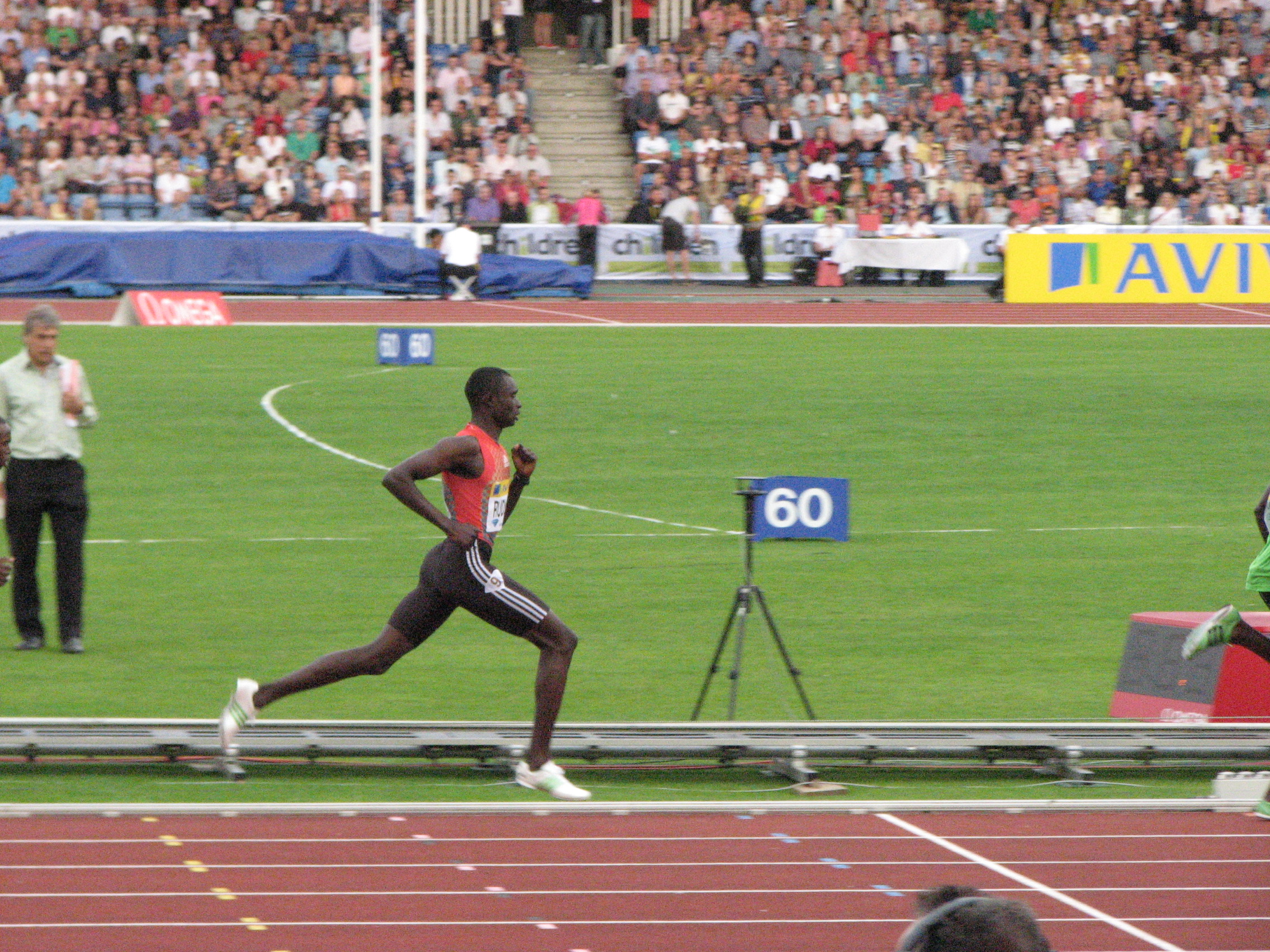
David Rudisha en Londres 2012.

El 9 de junio de 2012, asistió por primera ocasión a una competencia desarrollada en el continente americano. La carrera tuvo lugar en Nueva York como parte de la sexta fecha de la Liga de Diamante, en la que Rudisha se llevó un holgado triunfo con una marca de 1:41,74, el mejor tiempo logrado en los Estados Unidos en los 800 m. Posteriormente, el 24 de junio ganó por primera vez una plaza para competir en los Juegos Olímpicos en las pruebas clasificatorias realizadas en Nairobi con registro de 1:42,12.
En Londres, donde fue abanderado de la delegación keniana, el día jueves 9 de agosto se adjudicó la medalla de oro, batiendo además la plusmarca mundial con un tiempo de  1:40,91. Él ya tenía en mente superar la marca antes de la carrera, la cual se convirtió en una batalla sin rival. Así lo demostró desde el inicio cuando a los 200 m  del recorrido había cronometrado un extraordinario tiempo de 23,4 segundos. Terminada la prueba, Rudisha declaró que no tenía duda en ganar, que el clima era ideal y por tanto había decidido batir su propia plusmarca.
Debido a la hazaña, Rudisha ha sido considerado como el mejor corredor de los 800 metros de todos los tiempos. Sebastian Coe consideró la victoria como una «proeza inolvidable» y una de las más memorables en la historia olímpica. También la carrera es considerada la más rápida de la historia, ya que los ocho competidores corrieron por debajo de un minuto y 44 segundos.
Sin embargo, Rudisha perdió el liderato de la Liga de Diamante en la última fecha de la prueba en Zúrich el 30 de agosto, cuando fue superado por Mohammed Aman, el mismo que un año antes le había ganado en Milán. Otra circunstancia que también se repitió fue la lluvia, a la que Rudisha achacó su lentitud en la carrera.

### Temporada 2013
Rudisha inició su participación en la Liga de Diamante con triunfos en Doha (1:43,87); y Nueva York (1:45,14), ambas en mayo. Sin embargo, la siguiente cita en Eugene, se la perdió por una lesión en la rodilla derecha. De hecho, en julio el entrenador O'Connel dio a conocer que su pupilo se vería imposibilitado de participar en el campeonato mundial de Moscú por lo que no pudo defender el título absoluto logrado en Daegu.

### Temporada 2014
Rudisha retornó a la pista atlética con altos y bajos en el 2014, en el que no estuvo a plenitud en su forma física. En Eugene, por la Liga de Diamante, se ubicó en la séptima posición de la final de la prueba con registro de 1:44,87. En Nueva York y Glasgow, pudo hacerse del primer lugar con tiempos de 1:44,63 y 1:44,34 respectivamente, pero en ambas estuvo ausente el botsuano Nijel Amos quien al final acumularía la mayor cantidad de puntos en la prueba. Ambos se encontraron en Mónaco, donde Rudisha acabó quinto (1:42,98) y Amos primero. Mientras que en Zúrich, la última parada de la prueba por la Liga de Diamante, Amos se alzó con el triunfo y Rudisha se ubicó en la tercera posición (1:43,96). De hecho, a mediados de ese mismo año, Nijel Amos demostró el dominio de la prueba en esa temporada al llevarse la medalla dorada de los Juegos de la Mancomunidad en la misma ciudad de Glasgow, con Rudisha como escolta (1:45,48), pese a que dominó la carrera hasta los últimos 50 metros donde fue rebasado por el botsuano, ganador de la medalla de plata en los Juegos Olímpicos de Londres.

### Segundo título mundial
En el 2015, Rudisha, con el objetivo de llegar a su plenitud de forma en el transcurso del año, empezó su temporada en el mes de marzo en Sídney con una victoria en la que registró 1:45,01. En junio, se presentó en Nueva York para lograr su cuarta victoria consecutiva en esta reunión de la Liga de Diamante con una marca de 1:43,58; pero el 9 de julio, en Lausana, quedó en el segundo puesto por detrás de Nijel Amos (1:43,27) en una carrera en la que el keniano cedió el liderato en el tramo final. El mismo resultado se repitió en Londres 16 días después, donde Rudisha nuevamente perdió la carrera en los últimos metros.
Por tanto, era una incógnita su estado de forma para el campeonato mundial de Pekín en el que además existía la figura emergente del bosnio Amel Tuka quien había impuesto la mejor marca del año con 1:42,51. Sin embargo, con tiempos conservadores en las rondas previas, Rudisha guardó su energía para la final en la que sorpresivamente no estaban ni Nijel Amos ni el campeón del 2013, Mohamed Aman. Pronto tomó el liderato y sin rival que le amenazara llegó en el primer puesto con un tiempo de 1:45,84 y así conquistar su segundo título mundial de la especialidad. Pese a no ser un registro superlativo se mostró satisfecho al no haber sido considerado candidato para ganar la prueba.

### Los Juegos Olímpicos de Río de Janeiro
Nuevas figuras aparecieron en Kenia el 2016 como serios contrincantes de Rudisha en su camino a los Juegos Olímpicos de Río de Janeiro. Por ejemplo, en su primera presentación por la Liga de Diamante que tuvo lugar en Shanghái en mayo,  Ferguson Rotich, Robert Biwott y Alfred Kipketer acapararon los tres primeros puestos de la carrera, mientras que Rudisha acabó quinto con una marca de 1:46,24. En Estocolmo, en tanto, el campeón olímpico y mundial alcanzó el cuarto puesto con un tiempo de 1:45,69 con Rotich como ganador. Con estos resultados llegó el 1 de julio a las pruebas clasificatorias nacionales para los Juegos Olímpicos y pudo lograr el cupo con un tercer puesto y marca de 1:44,23 siendo superado por Rotich (1º) y Kipketer (2º).  Pese a esos sinsabores, el 16 de julio se alzó con el primer puesto y mejor marca del año en la reunión de Székesfehérvár, donde paró el cronómetro en 1:43,35 lo que le devolvió su protagonismo perdido meses atrás, pese a las dudas sobre su estado mental vertidas por su propio entrenador.
Antes de partir a Río de Janeiro, Rudisha dejó en claro: «Siempre tienes la presión de ser el campeón, especialmente en una carrera en la que sabes que los demás competidores están dispuestos a ganarte...pero yo estaré también listo para dar lo mejor de mi para defender mi título y ganar la medalla». De lograr su propósito, el keniata  igualaría la hazaña del neozelandés Peter Snell quien se adjudicó las medallas doradas de 1960 y 1964 de forma consecutiva.
Para llegar a la final Rudisha se posicionó al frente de sus carreras clasificatorias. Ya en el día en que se disputaron las medallas era su compatriota Alfred Kipketer quien se encontraba al frente al cerrar la primera vuelta con el campeón defensor a 3 metros de distancia, pero su liderazgo cedió inexorablemente al avance de Rudisha quien ganó la medalla dorada con un registro de 1:42,15, lo que consideró un tiempo «fantástico». Asimismo calificó la victoria como «el mejor momento de su carrera».

### Temporada 2017
El 2017 tomó parte de las reuniones Shanghái (13 de mayo) y Kingston (10 de junio) en las que ocupó  el segundo y cuarto puesto respectivamente. Pese a los resultados, se mostró optimista para encarar el campeonato mundial de Londres que le brindaría la oportunidad de ganar por tercera vez el título absoluto de la especialidad, aunque estaba enterado del surgimiento de nuevos rivales. Sin embargo, sus expectativas nuevamente se vinieron abajo por las lesiones, esta vez por una distensión en el cuádriceps.

## Marcas personales
| Prueba | Tiempo  | Lugar         | Fecha      |
| ------ | ------- | ------------- | ---------- |
| 400 m  | 45,15 s | Nairobi (KEN) | 03/05/2013 |
| 800 m  | 1:40,91 | Londres (GBR) | 09/08/2012 |